# أندرو لي (لاعب كرة قدم أسترالية)
أندرو لي (بالإنجليزية: Andrew Lee)‏ هو لاعب كرة قدم أسترالية أسترالي، ولد في 1 يوليو 1986 في Brighton, Tasmania ‏ في أستراليا.

## وصلات خارجية
- أندرو لي على موقع AustralianFootball.com (الإنجليزية)
- أندرو لي على موقع AFLtables.com (الإنجليزية)